# ジョン・ウォーカー (バージニア州の政治家)

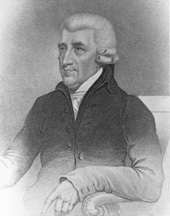
ジョン・ウォーカー

ジョン・ウォーカー（英語: John Walker、1744年2月13日 – 1809年12月2日）は、アメリカ合衆国バージニア州の政治家。合衆国下院議員フランシス・ウォーカーは弟にあたる。

## 生涯
探検家トマス・ウォーカー（1715年 – 1794年）とミルドレッド・ウォーカー（Mildred Walker、旧姓ソーントン(Thornton)、1778年11月16日没）の息子として、1744年2月13日にバージニア州アルベマール郡コバム近くのキャッスル・ヒルで生まれた。家庭で教育を受けた後、ウィリアム・アンド・メアリー大学に進学、1764年に卒業した。その後、アルベマール郡ベルヴァー(Belvoir)に移住して農業に従事した。
アメリカ独立戦争では1777年に大陸軍の大佐としてジョージ・ワシントンの副官の1人を務めた。その後、1780年に第二次大陸会議におけるバージニア州代表の1人になった。以降は法律を学び、弁護士資格免許を取得した後は弁護士に従事した。
1790年にバージニア州選出のアメリカ合衆国上院議員ウィリアム・グレイソンが死去すると、その後任に任命され、1790年3月31日から11月9日まで議員を務めたが、正式な後任を選ぶ選挙には立候補せず退任した。
議員退任以降は再び農業に専念、1809年12月2日にバージニア州オレンジ郡マディソン・ミルズ近くで死去、シスモント近くの家族墓地に埋葬された。